# Lost in Space (Piloto)
No Place to Hide é o episódio piloto de 1965, produzido pela CBS para promover a série de televisão Lost in Space . O episódio foi dirigido pelo criador da série, Irwin Allen . 

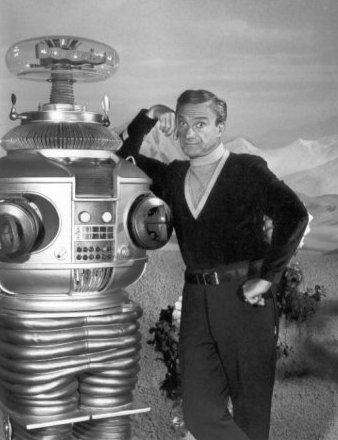
Jonathan Harris (Doutor Smith) ao lado do robô em 1967

## Enredo
A sonda Gemini 12 foi projetada para realizar um vôo de um século para Alpha Centauri , com sua tripulação em animação suspensa . A tripulação de seis pessoas consistia em uma família de cinco (os Robinsons) e um geólogo (Don West). O navio foi danificado por uma tempestade de meteoros logo após a decolagem. O dano resultante deixou o Gemini 12 fora de controle, e presumivelmente se perdeu no espaço.
A nave com deficiência caiu em um planeta habitável. Após o acidente, a regeneração controlada despertou a tripulação de três anos em animação suspensa. Depois de seis meses no planeta, o capitão da embarcação e o patriarca da família, Dr. John Robinson, continuava esperançoso de fazer reparos e retomar o vôo; no entanto, a tripulação começou a encontrar sérios problemas climáticos, exigindo que abandonassem a espaçonave e corressem para o sul para evitar congelamentos. Depois de encontrar um ciclope gigante , descobrir um castelo abandonado em uma caverna e realizar a perigosa travessia de um mar interior, eles chegaram a um santuário tropical onde eram observados por alienígenas.

## Release
O piloto de 1965 não foi transmitido até 1993, quando June Lockhart recebeu o primeiro Pilot Playhouse do Canal Sci-Fi. O especial foi ao ar nos episódios piloto de muitas séries de ficção científica, incluindo o piloto sem robô e Dr. Smith, de "Lost in Space", intitulado "No Place to Hide".
O piloto foi lançado como parte de um conjunto de caixas VHS, Lost in Space: The Collector's Edition , em fevereiro de 1995. 